# Jhonatan Urrutia
Jhonatan Camilo Urrutia Rivas (ur. 9 września 1999 w Apartadó) – kolumbijski piłkarz występujący na pozycji napastnika, od 2025 roku zawodnik salwadorskiego Platense Zacatecoluca.